# Joan Fabra (Bisbe de Tortosa)
Joan Fabra va ser un bisbe.
El papa Innocenci VI el va nomenar bisbe de Tortosa el 27 de febrer de 1357, en una butlla emesa a Avinyó, i va prendre possessió del càrrec el 8 d'abril d'aquell mateix any. Va celebrar un sínode l'any 1359, on es van decretar algunes disposicions sobre disciplina eclesiàstica.
El 1362 el van nomenar bisbe de Carcassona.